# Puteolus
Puteolus es un género de foraminífero bentónico considerado homónimo posterior de Puteolus Monterosato, 1888, y sinónimo posterior de Puteolina de la subfamilia Fusarchaiasinae, de la familia Soritidae, de la superfamilia Soritoidea, del suborden Miliolina y del orden Miliolida. Su especie tipo era Peneroplis proteus. Su rango cronoestratigráfico abarcaba el Holoceno.

## Clasificación
Puteolus incluye a las siguientes especies:
- Puteolus proteus